# Mistrovství světa v atletice 2009 – Muži skok vysoký
Výška mužů na Mistrovství světa v atletice 2009 se konala ve dnech 19. srpna a 21. srpna 2009 na berlínském olympijském stadionu.

## Medailisté
| Zlato                   | Stříbro                 | Bronz                                       |
| Jaroslav Rybakov 2,32 m | Kyriakos Ioannou 2,32 m | Raúl Spank 2,32 m Sylwester Bednarek 2,32 m |

## Kvalifikace
Kvalifikace výškařů byla rozdělena do dvou skupin a začala 19. srpna od 11:10 dopoledne. O postup do finále bojovalo dohromady jednatřicet výškařů. Největší zastoupení měli Rusko, Ukrajina a Spojené státy americké, tyto země zastupovali tři výškaři. Jediným českým želízkem byl Jaroslav Bába, který před mistrovstvím světa předvedl 233 cm.
Do finále postoupili ti, kteří překonali kvalifikační limit 230 cm nebo dvanáct nejlepších. Základní výška byla 210 cm a následovalo 215, 220, 224, 227 a 230 cm.
Kvalifikační limit, který automaticky zaručuje postup do finále překonalo osm výškařů. Jaroslav Bába skočil 227 cm napoprvé a jen těsně postoupil do pátečního finále. V něm se nakonec předvedlo třináct nejlepších.

## Kvalifikační výsledky

### Skupina A
| Umístění | Jméno                | Národnost  | 2,10 | 2,15 | 2,20 | 2,24 | 2,27 | 2,30 | Výkon         |
| -------- | -------------------- | ---------- | ---- | ---- | ---- | ---- | ---- | ---- | ------------- |
| 1.       | Kyriakos Ioannou     | Kypr       | -    | O    | O    | XXO  | O    | O    | 2,30 m Q (SB) |
| 2.       | Kabelo Kgosiemang    | Botswana   | -    | O    | O    | O    | XO   | XO   | 2,30 m Q (SB) |
| 3.       | Jaroslav Rybakov     | Rusko      | -    | -    | O    | O    | O    | XXO  | 2,30 m Q      |
| 4.       | Giullio Ciotti       | Itálie     | -    | O    | O    | O    | O    | XXX  | 2,27 m q      |
| 4.       | Martijn Nuyens       | Nizozemsko | O    | O    | O    | O    | O    | XXX  | 2,27 m q      |
| 4.       | Keith Moffatt        | USA        | -    | O    | O    | O    | O    | XXX  | 2,27 m q      |
| 7.       | Jaroslav Bába        | Česko      | -    | -    | O    | XO   | O    | XXX  | 2,27 m q      |
| 8.       | Konstadínos Baniótis | Řecko      | -    | O    | O    | O    | XXX  |      | 2,24 m        |
| 9.       | Trevor Barry         | Bahamy     | -    | XO   | O    | O    | XXX  |      | 2,24 m        |
| 10.      | Andrej Těrešin       | Rusko      | -    | O    | O    | XO   | XXX  |      | 2,24 m        |
| 11.      | Tora Harris          | USA        | -    | O    | XXO  | XXO  | X-   | XX   | 2,24 m        |
| 12.      | Andrij Procenko      | Ukrajina   | O    | XO   | O    | XXX  |      |      | 2,20 m        |
| 13.      | Grzegorz Sposób      | Polsko     | O    | O    | XO   | XXX  |      |      | 2,20 m        |
| 14.      | Dragutin Topić       | Srbsko     | -    | XXO  | XXX  |      |      |      | 2,15 m        |
|          | Sergej Zassimovič    | Kazachstán |      |      |      |      |      |      | DNS           |

### Skupina B
| Umístění | Jméno              | Národnost | 2,10 | 2,15 | 2,20 | 2,24 | 2,27 | 2,30 | Výkon         |
| -------- | ------------------ | --------- | ---- | ---- | ---- | ---- | ---- | ---- | ------------- |
| 1.       | Linus Thörnblad    | Švédsko   | -    | O    | O    | O    | O    | XO   | 2,30 m Q      |
| 2.       | Raúl Spank         | Německo   | -    | -    | O    | XO   | XXO  | XO   | 2,30 m Q      |
| 3.       | Andra Manson       | USA       | -    | O    | O    | XXO  | XXO  | XO   | 2,30 m Q      |
| 4.       | Ivan Uchov         | Rusko     | -    | O    | O    | O    | O    | XXO  | 2,30 m Q      |
| 5.       | Mickael Hanany     | Francie   | -    | O    | O    | XXO  | O    | XXO  | 2,30 m Q (SB) |
| 6.       | Sylwester Bednarek | Polsko    | O    | XO   | O    | O    | O    | XXX  | 2,27 m q      |
| 7.       | Jessé de Lima      | Brazílie  | -    | O    | O    | XXO  | O    | XXX  | 2,27 m        |
| 8.       | Donald Thomas      | Bahamy    | O    | O    | O    | O    | XO   | XXX  | 2,27 m        |
| 9.       | Jurij Krymarenko   | Ukrajina  | O    | O    | O    | XO   | XXX  |      | 2,24 m        |
| 10.      | Oskari Frösen      | Finsko    | -    | O    | -    | XXO  | XX-  | X    | 2,24 m        |
| 11.      | Javier Bermejo     | Španělsko | O    | O    | O    | X-   | XX   |      | 2,20 m        |
| 11.      | Naoyuki Daigo      | Japonsko  | -    | O    | O    | XXX  |      |      | 2,20 m        |
| 11.      | Viktor Šapoval     | Ukrajina  | O    | O    | O    | XXX  |      |      | 2,20 m        |
| 14.      | Peter Horák        | Slovensko | O    | O    | XXO  | XXX  |      |      | 2,20 m        |
| 15.      | Artsiom Zaitsau    | Bělorusko | -    | O    | XX   |      |      |      | 2,15 m        |
| 16.      | Majed Aldin Gazal  | Sýrie     | O    | O    | XXX  |      |      |      | 2,15 m (SB)   |

## Finále
Start finále se měl uskutečnit v pátek 20. srpna od 18:15. Obrovská průtrž mračen však start oddálila o více než dvě hodiny. Věci nevídané se děly na výšce 228 cm. Hned pro osm výškařů se totiž stala konečnou. Neuspěl ani český výškař Jaroslav Bába, který chtěl na MS získat jednu z medailí, když v sezóně překonal čtyřikrát hranici 230 cm. Až na desátém místě skončil halový mistr Evropy 2009 Ivan Uchov. Na 232 cm zůstali jen čtyři výškaři a všichni laťku překonali. Na následné výšce 235 cm však nikdo neuspěl a medaile se tak rozdělovali podle technických zápisů. Nejlepší měl Rus Jaroslav Rybakov a stal se mistrem světa. O bronz se podělili domácí Raúl Spank a Polák Sylwester Bednarek.

## Finálové výsledky
| Umístění         | Jméno              | Národnost  | 2,18 | 2,23 | 2,28 | 2,32 | 2,35 | Výkon       |
| ---------------- | ------------------ | ---------- | ---- | ---- | ---- | ---- | ---- | ----------- |
| Zlatá medaile    | Jaroslav Rybakov   | Rusko      | O    | O    | XO   | O    | XXX  | 2,32 m      |
| Stříbrná medaile | Kyriakos Ioannou   | Kypr       | O    | O    | XXO  | O    | XXX  | 2,32 m (SB) |
| Bronzová medaile | Raúl Spank         | Německo    | O    | O    | XXO  | XO   | XXX  | 2,32 m (PB) |
| Bronzová medaile | Sylwester Bednarek | Polsko     | XO   | O    | XO   | XO   | XXX  | 2,32 m (PB) |
| 5.               | Linus Thörnblad    | Švédsko    | O    | O    | XXX  |      |      | 2,23 m      |
| 5.               | Mickael Hanany     | Francie    | O    | O    | XXX  |      |      | 2,23 m      |
| 5.               | Jaroslav Bába      | Česko      | O    | O    | XXX  |      |      | 2,23 m      |
| 5.               | Martijn Nuyens     | Nizozemsko | O    | O    | XXX  |      |      | 2,23 m      |
| 9.               | Andra Manson       | USA        | XO   | O    | XXX  |      |      | 2,23 m      |
| 10.              | Ivan Uchov         | Rusko      | O    | XO   | XXX  |      |      | 2,23 m      |
| 11.              | Keith Moffatt      | USA        | XO   | XXO  | XXX  |      |      | 2,23 m      |
| 11               | Giulio Ciotti      | Itálie     | XO   | XXO  | XXX  |      |      | 2,23 m      |
| 13.              | Kabelo Kgosiemang  | Botswana   | XXO  | XXX  |      |      |      | 2,18 m      |